# Il denaro non è tutto
Il denaro non è tutto (Higher and Higher) è un film nel 1943 prodotto e diretto da Tim Whelan. La sceneggiatura si basa su Higher and Higher, una commedia musicale di Gladys Hurlbut e Joshua Logan, parole e musica di Richard Rodgers e Lorenz Hart, andata a scena a Broadway con la regia dello stesso Logan il 4 aprile 1940.

## Trama
Cyrus Drake, milionario bancarottiere, rimasto completamente al verde, viene piantato da moglie e figlia prima che la banca gli sequestri tutto. Avendo un solo mese di tempo per rimediare alla situazione, il suo valletto Mike O'Brien, uno che arriva dal mondo del varietà, gli propone un piano per fare soldi: far passare Millie, la sguattera, per Pamela, sua figlia, così da poter prendere all'amo qualche milionario prima che la rovina finanziaria di Drake diventi pubblica. Al complotto, si unisce tutto lo staff di Drake, che, non venendo pagato ormai da sette mesi, cerca, in questo modo, di recuperare gli stipendi arretrati.
Millie, che ha una cotta per Mike, per nascondere la sua infatuazione, finge con lui di essere già fidanzata con Frank, il ragazzo della porta accanto. Sandy Brooks, la segretaria di Drake, organizza intanto tutto per presentarla come una vera debuttante, insegnandole le buone maniere e le regole dell'etichetta mentre Mike la istruisce sul modo di comportasi con un corteggiatore. Lei, approfittando di quell'inattesa intimità, gli chiede come farà a riconoscere l'uomo giusto e lui le risponde che non deve preoccuparsi: quando arriverà il momento sentirà anche lei un "clic".
La falsa Pamela viene presentata a Frank che si scusa per aver pensato che lei fosse una domestica. Quando canta per lei una canzone, Mike comincia a preoccuparsi, pensando che Frank possa distogliere Millie da quello che deve fare. La vittima prescelta come preda di Millie/Pamela sarà invece Sir Victor Fitzroy Victor, l'accompagnatore di Catherine Keating che, insieme a sua madre, è venuta in visita dai Drake, amici di vecchia data. Anche se Millie all'inizio respinge la corte di Victor, alla fine - sconsolata per l'atteggiamento di Mike - accetta di sposarlo. Victor, in realtà, non solo non è un aristocratico, ma non è neanche ricco. Anzi, pure lui è uno spiantato pieno di debiti.
Il giorno delle nozze, Mike si pente e decide di annullare il matrimonio. Ma i suoi soci lo spingono in un montacarichi, tenendolo prigioniero nel seminterrato, dove lui però trova un pannello segreto che gli rivela l'ingresso di una meravigliosa cantina di vini. Al piano di sopra, intanto le nozze sono saltate e tutti gli ospiti fanno ressa per avere indietro i loro regali. In ritardo, sono arrivati anche i Keating la cui cameriera, Sarah, riconosce nello sposo un suo vecchio amico, Joe Brown, un truffatore. Drake e i suoi vanno giù a cercare Mike che mostra loro la cantina: il nuovo progetto dei soci di Drake ora è quello di farla diventare un cabaret. Mike, che si è reso conto di amare Millie, lascia la città perché crede che lei ami invece Frank. Ma quando riceve l'invito a nozze di Frank con Catherine Keating, torna indietro. Trova Millie al lavoro in cucina: annunciandole che ha sentito anche lui il suo "clic", l'abbraccia e si mette a danzare con lei.

## Produzione
Il film fu prodotto dalla RKO Radio Pictures che pagò quindicimila dollari per i diritti della commedia di Gladys Hurlbut e Joshua Logan. Il libretto, in fase di sceneggiatura, fu pesantemente rimaneggiato a favore dell'interpretazione di Frank Sinatra, che godeva presso il pubblico di un'immensa popolarità, tanto che vennero tolte tutte le canzoni originali tranne una di Rodgers e Hart. Per rimpiazzare la parte musicale mancante, Harold Adamson e Jimmy McHugh scrissero quattro nuove canzoni tagliate su misura per lo stile vocale di Sinatra.
Fu il primo film che Sinatra girò per la RKO, compagnia con la quale aveva firmato un contratto di sette anni. Ma, dopo la sua interpretazione in Hotel Mocambo, il suo secondo film con la RKO, il cantante sarebbe passato alla MGM. Nonostante Higher and Higher fosse stato pensato come un trampolino di lancio per Sinatra, la produzione dovette, a causa di accordi contrattuali precedenti, inserire nel cast l'attrice francese Michèle Morgan e anche Jack Haley, uno degli interpreti della commedia a teatro.
Le riprese del film durarono da fine luglio a fine settembre 1943.

### Canzoni
- Disgustingly Rich, musica di Richard Rodgers, parole di Lorenz Hart
- A Most Important Affair, musica di Jimmy McHugh, parole di Harold Adamson
- The Music Stopped, musica di Jimmy McHugh, parole di Harold Adamson
- Today I'm a Debutante, musica di Jimmy McHugh, parole di Harold Adamson
- A Lovely Way to Spend an Evening, musica di Jimmy McHugh, parole di Harold Adamson
- I Couldn't Sleep a Wink Last Night, musica di Jimmy McHugh, parole di Harold Adamson
- I Saw You First, musica di Jimmy McHugh, parole di Harold Adamson
- You're on Your Own, musica di Jimmy McHugh, parole di Harold Adamson

## Distribuzione
Il copyright del film, richiesto dalla RKO Radio Pictures, Inc., fu registrato il 22 dicembre 1943 con il numero LP12451.
Il film uscì nelle sale cinematografiche statunitensi nel dicembre 1943 e venne presentato a New York il 1º gennaio 1944. In quell'anno, fu distribuito in Messico (l'8 aprile), in Portogallo (il 7 agosto), in Svezia (il 9 ottobre). Il 29 gennaio 1947, fu presentato a Parigi. Nello stesso anno, il 2 giugno, uscì anche in Danimarca e, il 30 aprile 1948, in Finlandia.
In Italia, uscito in DVD, il film fu ribattezzato con il titolo Il denaro non è tutto.

### Premi e riconoscimenti
Nel 1945, il compositore Constantin Bakaleinikoff venne candidato all'Oscar per la migliore colonna sonora e la canzone I Couldn't Sleep a Wink Last Night di Jimmy McHugh e Harold Adamson, cantata da Frank Sinatra, ottenne la candidatura per la miglior canzone.